# IPad mini (5e génération)
L' iPad Mini 5 est une tablette tactile de la gamme iPad Mini, conçue, développée et commercialisée par Apple et annoncée dans un communiqué de presse aux côtés de l'iPad Air 3 le 18 mars 2019.

## Histoire
Il est révélé lors de l'événement Apple de mars 2019. 

## Conception
Il partage un design similaire à l'iPad Mini 4 et est doté de la puce Apple A12 Bionic, d'un stockage de 64 Go ou 256 Go, d'un écran Retina de 7,9 pouces avec prise en charge de l'Apple Pencil et du bluetooth 5.0. 
Il possède un appareil photo frontal de 7 MP utilisée sur l'iPhone 7 jusqu'à l'iPhone XS. En revanche, l'appareil photo arrière est de 8 MP utilisée sur l'iPad Air 2 en 2014,et ne peut pas enregistrer de vidéos en 4K.